# Parathyma pedanias
Parathyma pedanias är en fjärilsart som beskrevs av Hans Fruhstorfer 1913. Parathyma pedanias ingår i släktet Parathyma och familjen praktfjärilar. Inga underarter finns listade i Catalogue of Life.